# Бакурхеви
Бакурхеви (груз. ბაკურხევი) — село в Грузии, на территории Душетского муниципалитета края (мхаре) Мцхета-Мтианети.

## География
Село находится в северо-восточной части Грузии, на правом берегу реки Бакурхеви, на расстоянии приблизительно 43 километров (по прямой) к северо-северо-востоку от города Душети, административного центра муниципалитета. Абсолютная высота — 1839 метров над уровнем моря.

## Население
По результатам официальной переписи населения 2014 года в Бакурхеви проживало 2 человека (2 женщины). В национальной структуре населения грузины составляли 100 %.
| Год  | Население, человек |
| ---- | ------------------ |
| 2002 | 20                 |
| 2014 | ↘ 2                |